# Conversão reversa de padrões
A conversão reversa de padrões (inglês: Reverse Standards Conversion, ou RSC) é um processo desenvolvido pela BBC para a restauração de gravações de vídeo que foram convertidas anteriormente entre diferentes padrões usando técnicas de conversão. É resultado da engenharia reversa do método conversor antigo PAL → NTSC da BBC. Ela age tentando separar a informação resultante da concentração de linhas e campos da conversão NTSC.
Um dos problemas inerentes da conversão reversa é o aumento do ruído. Ela emprega técnicas para minimizar o ruído resultante - tanto no próprio processo de separação quanto na preparação do material NTSC antes de transformação através da filtragem linear HF.

## Contexto histórico
Muitos programas produzidos pela BBC em PAL nas décadas de 1960 e 1970 foram convertidos para NTSC para distribuição para mercados que não adotavam padrão de 625 linhas. Por muitas razões, incluindo o custo do videoteipe neste momento, o original PAL era freqüentemente substituído por material novo ou simplesmente descartado. Isto deixou a versão NTSC como única cópia restante de diversas produções.

## Conversão PAL para NTSC
PAL e NTSC têm um número diferente de linhas de resolução e também de taxa de campos. Para fugir das diferenças entre eles, foram adotados padrões de conversão. O que o conversor original da BBC tentou fazer (usando a tecnologia limitada da época) foi minimizar os solavancos (judder) optando por um campo de 50 Hz para cada ou um misto 1/2-1/2 dos dois campos de 50 Hz, o que era mais próximo da posição temporal da meta de campos de 60 Hz. Isto gera uma sequência como esta (Nx = 60 Hz campo x, Py = 50 Hz campo y):
N0 = P0 (ideal = 0, erro = 0)
N1 = P1 (ideal = 0.83, erro = 0.17)
N2 = (P1 + P2) / 2 (ideal = 1.67, erro = -0.17)
N3 = (P2 + P3) / 2 (ideal = 2.5, erro = 0)
N4 = (P3 + P4) / 2 (ideal = 3.33, erro = 0.17)
N5 = P4 (ideal = 4.17, erro = -0.17)
N6 = P5 (ideal = 5, erro = 0, começa o próximo grupo)
Basta tomar o próximo campo bruto para produzir um erro pico a pico de 0.83, em vez de 0,33. Esta abordagem de interpolação resulta em alguns dados de imagem presentes no material PAL sendo mesclados entre as linhas / campos da versão resultante NTSC.

## Problemas com a conversão dupla
Tentar converter da versão NTSC de volta à PAL usando processos de conversão tradicionais pode ocasionar resultados insatisfatórios. Esta conversão dupla produz artefatos indesejados que se manifestam como jerkness (degradação temporal) na imagem onde o movimento está presente. Usando processos de interpolação para converter material mais de duas vezes (neste caso, PAL → NTSC → PAL) causa os artefatos anteriormente mencionados.
A conversão reversa de padrões foi desenvolvida como uma alternativa à conversão dupla.
RSC was developed as an alternative to double-conversion. Utilizar a conversão reversa ultrapassa a geração dos artefatos que ocorreriam em uma conversão normal NTSC → PAL, e atualmente a conversão reversa é um método padrão de conversão usado para criar cópias de NTSC.

## Programas recuperados pelo processo
Entre alguns exemplos de material convertido para o mercado externo recuperados utilizando a conversão reversa estão os seriados The Claws of Axos (1971) e Inferno (1970) de Doctor Who. O DVD lançado de The Claws of Axos também contém um documentário sobre o processo de conversão reversa de padrões. Este inclui uma divisão de tela comparando entre a versão NTSC e a versão final.